# K'liment'i Ts'it'aishvili
K'liment'i Ts'it'aishvili (in georgiano კლიმენტი წიტაიშვილი?; Tbilisi, 5 gennaio 1979) è un ex calciatore georgiano, di ruolo attaccante.

## Biografia
Anche suo figlio Giorgi è un calciatore professionista.

## Palmarès

### Club

#### Competizioni nazionali
- Campionato georgiano: 2

Dinamo Tbilisi: 1997-1998, 1998-1999
- Supercoppa di Georgia: 3

Dinamo Tbilisi: 1997, 1999, 2000
- Campionato cipriota: 1

Anorthosis: 2004-2005